# René Marlé
René Marlé, né le 19 septembre 1919 à Thury-Harcourt et mort le 14 février 1994 à Paris, est un prêtre jésuite et théologien français spécialisé dans la théologie dogmatique chrétienne. Ses travaux portent le plus souvent sur la théologie protestante allemande et sur le modernisme.
Entré chez les Jésuites le 26 octobre 1937, René Marlé est ordonné prêtre le 31 juillet 1950. Contribuant à faire connaître dans le monde francophone les grands courants de la théologie protestante allemande du XXe siècle, il oriente ses recherches particulièrement sur le théologien luthérien et exégète Rudolf Bultmann, qu'il fait découvrir à ses étudiants jésuites et, par-delà, à ses confrères théologiens catholiques  francophones, tout en restant critique envers son approche démythologisante de l'Écriture sainte.
Il dirigea l'Institut supérieur de pastorale catéchétique à l'Institut catholique de Paris de 1974 à 1984 et fut également doyen de la faculté de théologie du Centre Sèvres.
En 1985, il est appelé par Mgr Plateau comme conseiller théologique auprès de la commission épiscopale chargée de la catéchèse en France. Pendant six ans, il travaille dans cette commission où il s'efforce de concilier les points de vue divergents, en proposant de structure le catéchisme à partir du thème biblique de l'Alliance. 

## Écrits
- Bultmann et l'interprétation du Nouveau Testament, Aubier-Montaigne, 1956[2]
- Bultmann et la foi chrétienne, Aubier-Montaigne, 1966
- Dietrich Bonhoeffer, témoin de Jésus-Christ parmi ses frères, Casterman, 1967[3]
- Dogme et Évangile (avec Walter Kasper), Cerf, 1967, rééd. 2010
- La Singularité chrétienne, 1970
- Parler de Dieu aujourd'hui : La théologie herméneutique de Gerhard Ebeling, Cerf, 1975
- Introduction à la théologie de la libération, 1988
- Au cœur de la crise moderniste : Le dossier inédit d'une controverse (avec Maurice Blondel et al.), rééd. 2010